# Jesu små bröder och systrar
Jesu små bröder respektive Jesu små systrar är två varandra närstående romersk-katolska kongregationer (organisationer bestående av kommuniteter). Kongregationerna är inspirerade av den franske författaren och eremiten Charles de Foucauld (1858-1916), men grundades först efter hans död. Den kvinnliga grenen, Jesu små systrar är verksam i Sverige. Medlemmarna försörjer sig ofta som industriarbetare, och kongregationerna var ett försök att modernisera kommunitetsliv till 1900-talets samhällsliv. Sakramental tillbedjan är en böneform av central betydelse för dessa kongregationer.